# Мирдач, Густав фон
Густав фон Мирдач, также Густав Мирдаши (нем. Gustav von Myrdacz, алб. Gustav Mirdash; 12 июля 1874, Вена, Австро-Венгрия — 11 июля 1945, Тирана, Албания) — офицер австро-венгерской армии, который сыграл важную роль в организации Королевской албанской армии с начала 1920-х по 1945 год.

## Биография
Густав фон Мирдач родился в Вене в аристократической семье. Его отец, Пауль фон Мирдач, был полковником австро-венгерской армии, а также участвовал в оккупации Боснии.
Учился в средней школе, а после в Терезианской военной академии, по окончании которой в 1897 году был направлен в 32-й батальон австрийской военной полиции, расположенный в Галиции. С 1901 по 1903 год учился в военной школе при Генеральном штабе, а после 1904 года служил в различных пехотных бригадах в качестве штабного офицера. С 1909 года он был инструктором по тактике в Императорской и Королевской технической военной академии в Мёдлинге.
Когда в 1914 году началась Первая мировая война, фон Мирдач находился на службе в Сараево. В декабре 1915 года он был прикомандирован к генеральной дивизии XIX корпуса под командованием генерала Игнаца Трольмана. Участвовал в оккупации Сербии и Северной Албании.
С 1 мая 1917 года фон Мирдач командовал 4-м пограничным батальоном, а затем стал начальником штаба 14-й пехотной дивизии, которая была направлена на итальянский фронт. Здесь он участвовал в сражениях при Изонцо. В 1918 году познакомился с Ахметом Зогу, который в то время также служил в австро-венгерской армии.
5 января 1918 года фон Мирдач был назначен полковником корпуса Генерального штаба. С 16 июля 1918 года командовал последним наступлением Австро-Венгрии в Венеции, возглавив 117-й пехотный полк на перевале Тонале в Тироле. Через день после перемирия был взят в плен в Италии, и через год был освобождён. Вернувшись в Австрию, фон Мирдач был назначен командиром в государственном управлении Штирии. Затем его перевели в Грац, назначив заместителем коменданта ополчения.
В 1920 году фон Мирдач вышел в отставку с австрийской службы в звании бригадного генерала и по приглашению Ахмета Зогу вступил в новообразованную албанскую армию. Через три года он принял поручение стать начальником штаба. Он присоединился к группе иностранных кадров, консультировавших албанское правительство при Зогу, включая Леона Гиларди из Далмации, а также генерал-майора британской армии Джослина Перси. Основная часть его обязанностей, помимо обучения албанских кадров, заключалась в строительстве военных дорог.
В 1928 году новый фашистский режим в Италии попытался усилить влияние в Албании, а генерал Альберто Париани был отправлен туда в качестве атташе. Премьер-министр Албании Ахмет Зогу уклонился от участия в итальянской военной миссии и назначил себя начальником Генерального штаба. В следующем году Зогу провозгласил себя королём Албании, и фон Мирдач был немедленно назначен начальником штаба королевской албанской армии. Зогу и албанцам было выгодно, чтобы их армию обучал человек, раннее имевший боевой опыт в ведении боевых действий с Италией.
Когда Италия вторглась в Албанию 7 апреля 1939 года, король Зогу бежал в Грецию, оставив страну без защиты, после чего страна была оккупирована за три дня.
Когда албанская армия была распущена, фон Мирдач предпочёл остаться в Тиране. После капитуляции Италии 8 сентября 1943 года генерал Первизи стал министром обороны Албании, а фон Мирдач был принят на службу офицером связи между албанской армией и немецкими войсками. Генерал Первизи запретил вербовку албанских солдат в СС, что привело к разрыву отношений с немцами. В ноябре 1944 года немецкие войска были выведены из Албании. Фон Мирдачу советовали присоединиться к войскам, отступающим в Австрию, но он снова решил остаться в Тиране.
В июле 1945 года был казнён за сотрудничество с оккупантами.